# De suppliciis
De suppliciis è la quinta delle orazioni di Marco Tullio Cicerone dell'Actio secundae, che fa parte del corpus di orazioni chiamate Verrine. Queste orazioni furono elaborate nel 70 a.C. in occasione di una causa di diritto penale discussa a Roma, che vedeva come accusatori il popolo della ricca provincia di Sicilia e l'ex propretore dell'isola Gaio Licinio Verre come imputato. L'accusa mossa nei suoi confronti era di de pecuniis repetundis, cioè di concussione, reato consumato durante il triennio di governo dal 73 al 71 a.C.
Alcuni studiosi considerano questa orazione eccentrica rispetto alle altre perché oltre alla trattazione del crimen repetundarum si sofferma sul crimen crudelitatis, cioè gli abusi commessi dal propretore nell'amministrazione militare, culminati con la crocifissione di un cittadino romano (139-170). Il discorso si configura subito come una confutazione della difesa fatta da Ortalo, che aveva risposto all'accusa di avaritia mossa da Cicerone elencando tutti i meriti di Verre quale buon imperator (1-4). Per questo Cicerone nella prima parte dell'orazione rievoca dei crimini di crudeltà che dovevano smantellare l'immagine positiva costruita Verre, e ancora utilizza un accorto registro espressivo che si amplifica sempre più e che avvicina sempre più l'uditorio alla peroratio finale (183 e seguenti), quel celebre lunghissimo periodo nel quale Cicerone invoca tutti gli dei, anch'essi vittime di Verre, perché cooperino a suggerire ai giudici la condanna adatta.